# 阿斯克島
阿斯克島（丹麥語：Askø）是丹麥的島嶼，位於波羅的海，由西蘭大區負責管轄，面積2.82平方公里，主要經濟活動有農業和種植水果，2012年人口37，人口密度為每平方公里13人。